# Ел Макферсон
Елинор Ненси Гау (енгл. Eleanor Nancy Gow; Сиднеј, Нови Јужни Велс, Аустралија, 29. март 1964) познатија као Ел Макферсон (енгл. Elle Macpherson) је аустралијски супермодел и глумица.
Након што јој се мајка развела од оца и удала за Гила Макферсона, Ел преузима очухово презиме. Током породичног одмора у Колораду, открио ју је скаут Клик модел агенције. У 21. години удаје се за француског фотографа и креативног менаџера магазина Ел, који ју је и прославио. Појављивала се на насловним странама огромног броја часописа. Такође, играла је у неколико филмова, појавила се у серији „Пријатељи“. Једно време била је најплаћенији супермодел света, чак испред Синди Крафорд. Због своје велике популарности у родној Аустралији, постала је прва жива особа чији је лик стављен на поштанску марку. Сувласник је чувеног ланца ресторана „Фешон кафе“ који држи заједно са Синди Крафорд, Наоми Кембел, Клаудијом Шифер и Кристи Терлингтон. Осим тога, улаже велике суме новца у фондове за борбу против сиде и за помоћ бескућницима. Позната је под надимком „body“ (срп. тело).
Данас држи чувени бренд женског доњег рубља „Линжери“ и мајка је двоје деце.